# Sifaka Deckenův
Sifaka Deckenův (Propithecus deckenii) je endemický zástupce čeledi indriovitých vyskytující se v západní části Madagaskaru. Žije v suchých listnatých lesích mezi řekami Mahavavy a Manambolo.

## Popis
Délka jeho těla se pohybuje mezi 40–48 cm, délka ocasu mezi 50–60 cm a hmotnost mezi 3–5 kg. Má černý kulatý obličej s žlutooranžovýma očima, nad kterými se nachází hladké obočí. Jeho tělo je pokryto bílou dlouhou srstí, pod níž se nachází černá kůže, která na některých místech přechází až k šedé barvě. Má svalnaté hubené končetiny, na nichž se nachází dlouhé polstrované prsty, které ho chrání před zraněním při pohybu po skalnatých římsách a ostrých větvích stromů.

## Chování
Sifaka Deckenův je aktivní na začátku a konci dne. Žije ve skupinkách 2–10 jedinců. Je silně teritoriální, své území chrání před jinými zástupci svého druhu, ačkoliv žije v míru s jinými zástupci lemurů. 
Doba páření ovlivňuje a mění sociální postavení sifak. Samci bojují o dominantní postavení a možnost se spářit. Samice je následně březí 130–141 dnů.
Zástupci tohoto druhu se pohybují v člověku nepřístupném terénu, takže o něm existují jen neúplné informace.

## Ohrožení
Sifaka Dackenův je od roku 2017 klasifikován Mezinárodním svazem ochrany přírody jako kriticky ohrožený. Důvodem je masivní odlesňování na území Madagaskaru.